# Jaselda
Jaselda (vitryska: Ясельда, ryska: Yasel’da) är ett vattendrag i Belarus.   Det ligger i voblasten Brests voblast, i den centrala delen av landet, 210 km söder om huvudstaden Minsk.
Omgivningarna runt Jaselda är en mosaik av jordbruksmark och naturlig växtlighet. Runt Jaselda är det ganska tätbefolkat, med 58 invånare per kvadratkilometer.